# Skvader

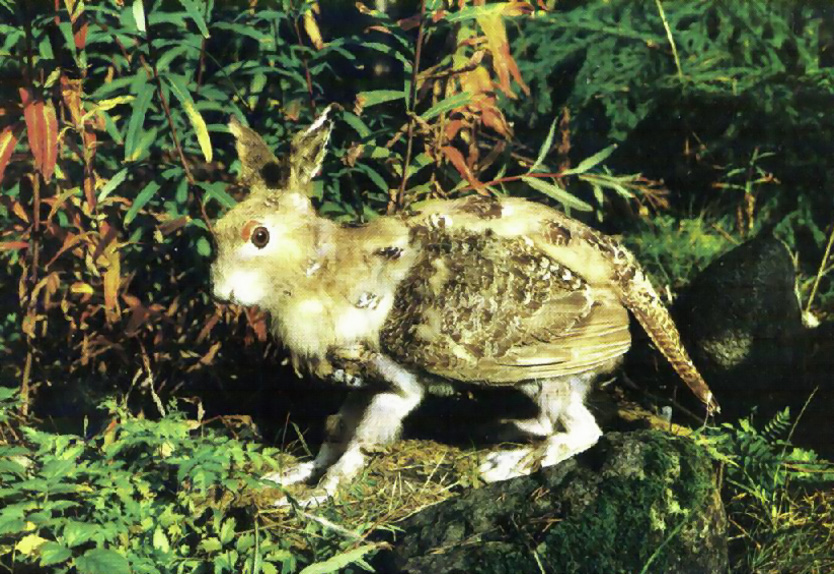
Rudolf Granbergs ausgestopfter Skvader

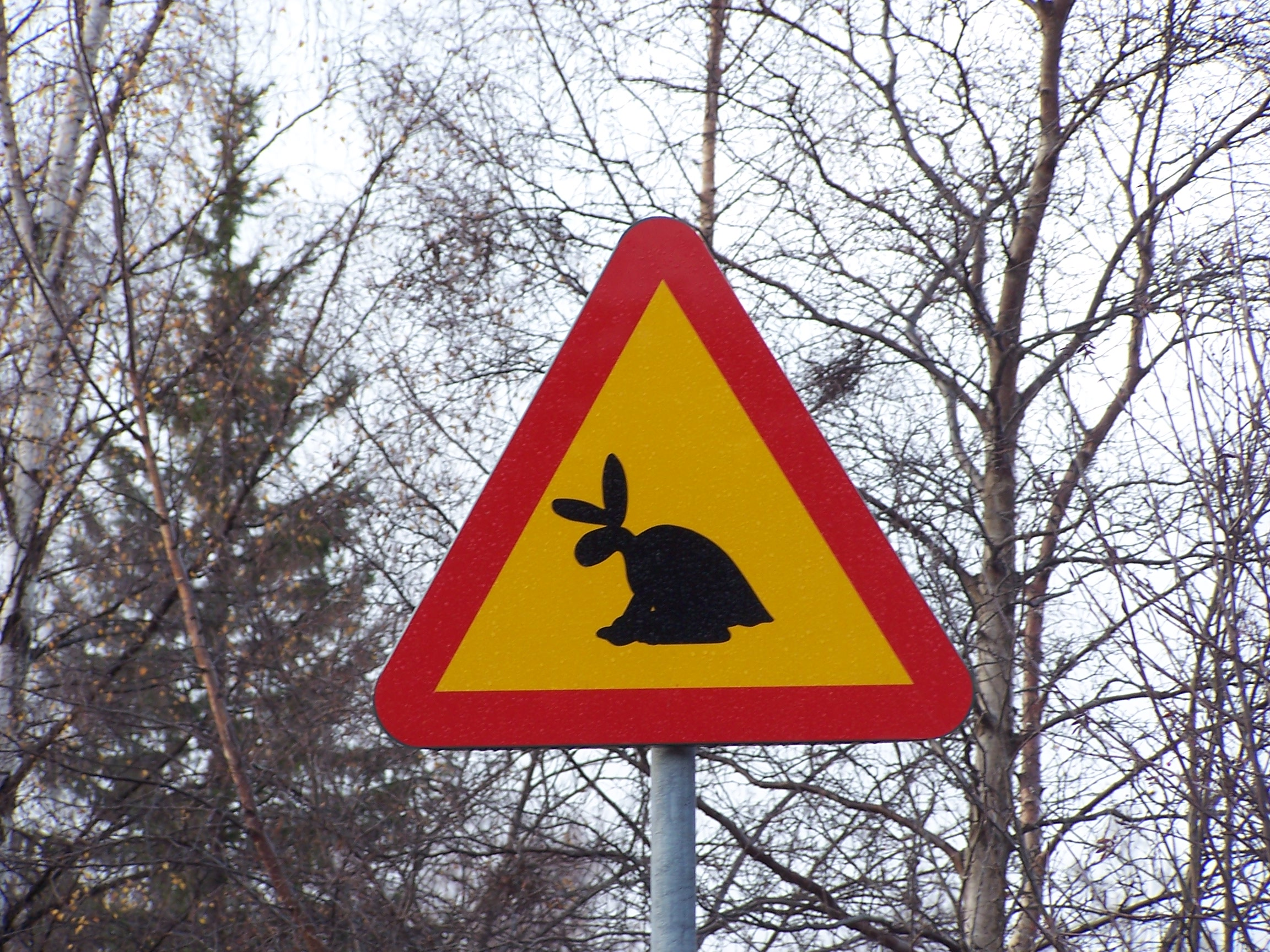
Achtung Skvader-Wechsel

Der Skvader (Tetrao lepus pseudo-hybridus rarissimus L.) ist ein dem Wolpertinger ähnliches Phantasietier oder Fabelwesen aus Schweden. Es hat den Kopf, den Rumpf und die Pfoten eines Hasen (Lepus) und die Flügel und den Schwanz eines Auerhuhns (Tetrao urogallus).
Svenska Akademiens ordbok leitet den Namen des Tieres von den schwedischen Wörtern skvattra („zwitschern“) und tjäder („Auerhuhn“) ab.

## Geschichte
Der Skvader hat seinen Ursprung im Jägerlatein eines Håkan Dahlmark. Dahlmark, Flößereiinspektor an der Mündung des Indalsälven und Jäger, erzählte unter Freunden im Hotel Knaust in Sundsvall, er habe 1874 im Wald von Lunde nahe Timrå einen geflügelten Hasen geschossen. Er nannte das Tier Skvader.
1907 bekam Dahlmark von seiner Haushälterin Lova Lindahl zum Geburtstag ein Gemälde geschenkt, das einen solchen Skvader zeigte. Das Gemälde hatte Lovas Neffe Halvar Frisendahl gemalt, inspiriert von einem Hasen und einem Auerhuhn, gekauft auf dem Marktplatz von Sundsvall.
Dahlmark stiftete es kurz vor seinem Tod 1912 Medelpads Fornminnesförening (einem Heimatverein in der historischen Provinz Medelpad, in der Sundsvall und Timrå liegen). Der Intendant des Vereins, Carl Erik Hammarberg, hatte daraufhin die Idee, einen „echten“ Skvader zu erschaffen. Als er auf einer Ausstellung in Örnsköldsvik 1916 den Präparator Rudolf Granberg aus Granloholm, einem Stadtteil Sundsvalls, kennenlernte, berichtete er diesem von seinem Plan. 1918 schließlich konnte Granberg Hammarberg den ausgestopften Skvader übergeben, der seitdem im Handwerks- und Seefahrtsmuseum auf dem Norra Berget in Sundsvall ausgestellt ist. In dem Museum ist auch das Gemälde Frisendahls zu sehen.
Der Skvader wurde schnell zum inoffiziellen Symbol für die Stadt. 1987 gewann der Skvader eine inoffizielle Abstimmung zum Tier der historischen schwedischen Provinz Medelpad.